# Фромборк
Фро́мборк (пол. Frombork, нем. Frauenburg) — небольшой город в северной Польше, Браневского повята Варминско-Мазурского воеводства, расположенный на берегу Вислинского залива, на Вармийской низменности, у северного края Эльблонгской возвышенности. Центр городско-сельской гмины Фромборк.
Фромборк состоит из двух частей — собственно города, расположенного на прибрежной низменности, и соборного ансамбля, расположенного на холме.
Ныне Фромборк в первую очередь известен как город, где наиболее плодотворную часть своей жизни провёл Николай Коперник. Он был каноником фромборкского собора и жил во Фромборке с 1510 года и до своей смерти в 1543 году. В одной из башен стены, окружающей собор, он оборудовал обсерваторию, библиотеку и помещение для хранения астрономических инструментов.

## История
Со времени своего основания, в 1261 году, Фромборкский собор был центром епархии. Собор окружён крепостными стенами. Город же первоначально возник как рыбацкая деревня, примерно в последней четверти XIII века. Вплоть до 1926 года соборный комплекс и город были отдельными административными единицами.
Со времени своего возникновения Фромборк входил в Пруссию, государство немецких рыцарей-крестоносцев Тевтонского ордена. По-немецки город назывался Фрауенбург (нем. Frauenburg).
Позднее, в конце XV века, после подписания второго торуньского мира город отошёл к Польше и получил своё нынешнее название.
В 1772 году, по результатам первого раздела Речи Посполитой, Фрауенбург вошёл в состав Прусского королевства.
В 1945 году Фромборк был возвращён Польше.

## Достопримечательности
- Кафедральный собор Вознесения Пресвятой Девы Марии и святого апостола Андрея Первозванного (пол. Bazylika archikatedralna Wniebowzięcia Najświętszej Maryi Panny i św. Andrzeja Apostoła, готика, XIV—XV века)
- Крепостная стена с башней Коперника
- Музей Коперника (пол. Muzeum Mikołaja Kopernika)

- Панорама Фромборка
- Кафедральный собор
- Башня Коперника
- Замок
- Бывший госпиталь — музей древней медицины
- Часовня св.Анны
- Городские стены

## Туризм
Туризм является основной статьёй доходов Фромборка. Основные цели пребывания — прогулки по Вислинскому заливу, осмотр памятников истории и культуры, пешие и велосипедные прогулки, отдых. В городе функционирует планетарий и обсерватория.
13 января 2015 года Совет министров принял решение придать Фромборку с посёлками Богданы и Ронин статус санаторно-курортной зоны. Исследования Национального института гигиены подтвердили, что вода, добываемая из местной скважины Фромборк IGH-1, может быть использована для профилактики, лечения и реабилитации.

## Города-побратимы
- Суха-Бескидзка
- Светлый
- Казлу Руда